# الدعيرة (المضاربة والعارة)

تعديل مصدري - تعديل

الدعيرة هي إحدى قرى عزلة المضاربة بمديرية المضاربة والعارة التابعة لمحافظة لحج، بلغ تعداد سكانها 98 نسمة حسب تعداد اليمن لعام 2004.